# Hivski kanat
Hivski kanat (uzbeško  خیوه خانلیگی, Hiva Honligi, perzijsko خانات خیوه‎‎) je bila od leta 1511 do 1920, razen v obdobju med afšaridsko okupacijo od leta 1740 do 1746,  turška država v Centralni Aziji v zgodovinski pokrajini Horezm. V državi je vladalo uzbeško turško pleme Kongrati, ki je  prišlo iz Astrahana. Hivski kani so bili moški potomci kana Šibana, petega sina Džingiskanovega sina Džočija. Središče kanata so bile namakane ravnine ob spodnji Amu Darji južno od Aralskega jezera z glavnim mestom Hiva. Pred prihodom Rusov v drugi polovici 19. stoletja je kanat obsegal sedanji zahodni Uzbekistan, jugozahodni Kazahstan in večino Turkmenistana.
Leta 1873 se je kanat zelo zmanjšal in postal ruski protektorat. Oktobrski revoluciji leta 1917 je sledila tudi  revolucija v Hivi. Leta 1920 se je kanat pretvoril v Sovjetsko ljudsko republiko Horezm, ki je bila leta 1924 uradno vključena v Sovjetsko zvezo. Njeno ozemlje je zdaj večinoma v  Karalpakstanu in provinci Horezm v Uzbekistanu.

## Zgodovina

### Zgodnja zgodovina
Regija, ki je postala Hivski kanat, je bila del Čagatajskega kanata s prestolnico Strari Urgenč, ki je bil eno od največjih in najpomembnejših trgovskih središč v Centralni Aziji. Timurlenk je imel Stari Urgenč za rivala njegovega Samarkanda, zato ga je v petih vojnih pohodih leta 1388 popolnoma uničil. Leta 1505 so Uzbeki pod poveljstvom Mohameda Šejbanija osvojili timuridski Horezm. Leta 1510 so Šejbanija  porazili  Safavidi in prevzeli oblast v regiji. Naslednje leto se je novim oblastnikom uprla skupina Uzbekov in sama  prevzela oblast v regiji. Po spremembi toka reke Amu Darje leta 1576 je bil Stari Urgenč dokončno opuščen. Politično središče regije se je premaknilo proti jugu in leta 1619 je kan Arab Mohamed I. za novo prestolnico kanata izbral Hivo.

### Obdobje Ruskega carstva
Večina kasnejše zgodovine Hivskega kanata  je povezana z velikima silama Ruskim carstvom in Združenim kraljestvom. Odkritje zlata na obalah Amu Darje med vladavino carja Petra Velikega in želja Ruskega carstva, da bi odprla trgovske poti do Indije, sta povzročila oboroženo trgovske odpravo v to regijo leta 1717-1718, ki jo je vodil  Aleksander Bekovič-Čerkaski. V odpravi je bilo 750-4000 mož. Po njihovem prihodu je kan Šir Gazi postavil tabor kot znak dobre volje, potem pa je odposlance počakal v zasedi in jih pobil.  Desetim članom je prizanesel in jih poslal domov. Peter Veliki, izčrpan zaradi vojn z Osmanskim cesarstvom in Švedi, ni ukrepal. Od leta 1740 do 1747 je bil  kanat vazal perzijskega Nadir Šaha.
Kanat je poskušal osvojiti tudi car Pavel I. Njegova odprava je bila premajhna  in zelo slabo oskrbljena, zato so jo po carjevem umoru odpoklicali.  Car Aleksander I. takšnih ambicij ni imel. Resni poskusi priključitve  Hivskega kanata so se ponovno začeli pod cesarjema Nikolajem I. in Aleksandrom II.
Pomembna epizoda v Veliki igri je bil ruski pohod na Hivo leta 1839, katerega namen je bil osvoboditi sužnje, ki  so jih na ruskih mejah ob Kaspijskem jezeru ujeli in prodali turkmenski plenilci. Drug namen je bil razširitev meja Ruskega carstva, ker se je  Britanski imperij v tem času zapletel v prvo anglo-afgansko vojno. Odprava, ki jo je vodil general Vasilij Aleksandrovič Perovski, poveljnik orenburške garnizije, je štela 5.200 pešakov in 10.000 kamel. Na pot se je odpravila novembra 1839 in se morala zaradi ene od najhujših do takrat znanih zim 1. februarja 1840 obrniti.  V Orenburg se je vrnila maja 1840 in utrpela več kot tisoč žrtev.
Britanija se je ustrašila, da bodo Rusi priključili Hivo, zato je tudi sama poskusila osvoboditi sužnje. Major Todd, visok politični funkcionar s sedežem v Heratu v Afganistanu, je na božični večer 1839 poslal  na pohod v Hivo stotnika Jamesa Abbota. ki se je pretvarjal, da je Afgan. Abbot je prišel na cilj konec januarja 1840. Kan je dvomil v Abbotovo identiteto, vendar mu je kljub temu dovolil, da odnese carju pismo, povezano s sužnji.  7. marca 1840 se je odpravil v Fort Ševčenko. Na poti ga je njegov vodič izdal in oropal, ko je izvedel za Abbotovo poreklo in naslovnika pisma pa ga je izpustil. Ker Abbotovi nadrejeni niso vedeli za njegovo usodo, so za njim poslali poročnika Richmonda Shakespearja, ki je bil bolj uspešen. Kana je prepričal, naj osvobodi  vse ruske podložnike pod svojo oblastjo in izda odlok, da je posedovanje ruskih sužnjev zločin, ki se kaznuje s smrtno kaznijo. Osvobojeni sužnji in Shakespear so 18. avgusta 1840 prišli v Fort Ševčenko in ruska želja za osvojitev Hive je za nekaj časa zamrla.
Stalna prisotnost Rusov ob Aralskem jezeru se je začela leta 1848 z gradnjo Fort Aralska ob izlivu Sir Darje. Ruska vojaška premoč je bila tolikšna, da niti Hivski niti Buharski in Kokandski kanat niso imeli nobenih možnosti, da bi ruski napad odbili.  Po ruski osvojitvi Taškenta in Samarkanda leta 1873 je general von Kaufman s 13.000 pešaki in konjeniki napadel Hivski kanat. Mesto Hiva je 10. junija 1873 padlo. 12. avgusta 1873 sta sprti strani podpisali mirovni sporazum, s katerim je Hivski kanat postal navidezno neodvisen ruski protektorat.
Prva velika skupina Evropejcev, ki so se naselili v kanatu, je bila skupina menonitov leta 1882. Nemško govoreči menoniti pod vodstvom Claasa Eppa mlajšega so prišli iz  Povolžja in Moločanske kolonije. Igrali so pomembno vlogo v modernizaciji kanata in več desetletij pred oktobrsko revolucijo uvedli fotografijo, ki je privedla do uzbeške fotografije in filmske industrije. Uvedli so tudi bolj učinkovite metode gojenja bombaža, električne generatorje in druge tehnološke inovacije.

### Državljanska vojna in sovjetska republika
Po boljševiškem prevzemu oblasti v oktobrski revoluciji leta 1917 so se nasprotniki carja in turkmenski plemenski poglavarji konec leta 1919 pridružili boljševikom, da bi odstavili hivskega kana.  2. februarja 1920 je zadnji hivski kan Sajid Abdulah odstopil. Ustanovljena je bila kratkoživa Horezemska ljudska sovjetska republika, kasnejša Horezemska sovjetska socialistična republika, ki je bila leta 1924 dokončno vključena v Sovjetsko zvezo. Ozemlje bivšega kanata je bilo razdeljeno med Turkmensko in Uzbeško SSR. Po razpadu Sovjetske zveze leta 1991 sta sovjetski republiki postali samostojni državi Turkmenistan in Uzbekistan. Na ozemlju bivšega kanata živijo Uzbeki, Karalpaki, Turkmeni in Kazahi.

## Hivski kani

### Kongratska dinastija (1359-1388)
- Husein Sufi (1359—1373)
- Jusuf Sufi (1373—?)
- Sulejman Sufi (?—1388)

### Šibanidska dinastija (1511-1728)
- Abu Mansur Ilbars Kan, sin sultana Bureke, kan Modre horde (?—1511), kan Hivskega kanata (1511—1518)
- Sultan Hadži Kan, sin sultana Bilbarsa Palandža  (1518—1519)
- Hasankuli Kan, sin Abulek Kana  (1519)
- Sufijan Kan, sin Aminek Kana (1519—1522)
- Budžuga Kan,  sin Aminek Kana (1522—1526)
- Avaneš Kan, sin Aminek Kana (1526—1538)
- Kal Kan, sin Aminek Kana (1541—1547)
- Agataj Kan, sin Aminek Kana (1547—1557)
- Dost Kan, sin Budžuga Kana (1557—1558)
- Hadži Mohamed Kan, sin Agataj Kana (1558—1602)[7]
- Arab Mohamed Kan, sin Hadži Mohamed Kana (1603—1621)
- Habaš Sultan in Ilbars Sultan, sinova Arab Mohamed Kana (1621—1623)
- Isfandar Kan, sin Arab Mohamed Kana (1623—1643)
- Abu Gazi Kan, sin Arab Mohamed Kana (1643—1663)
- Abu Muzafar Mohamed Anuša Kan, sin Abu Gazi Kana (1663—1686)
- Hudajdad Kan, sin Mohamed Anuša Kana (1686—1689)
- Ereng Kan, sin Mohamed Anuša Kana (1689—1694)
- Džoči Kan (1694—1697)
- Balikan (1697—1698)
- Šahnijaz Kan, sin Džoči Kana (1698—1703)
- Šahbaht Kan, sin Šahnijaz Kana (1703)
- Sajid Ali Kan, sin Šahnijaz Kana (1703)
- Musakan, sin Mohamed Kana (1703—1704)
- Jadigar Kan, sin Hadži Mohamed Kana (1704—1714)
- Šergazi Kan, sin Isim Kana (1714—1728)
- Ilbars Kan, sin Šahnijaz Kana (1728—1740)
- Abu Gazi Mohamed Kan, sin Ilbars Kana (1740—1745)
- Šah Timur Kan (v Aralu 1721-1736)
- Bahadur Kan (Kazah, 1728)
- Ilbars Kan (1728-1740)
- Tahir Kan (Kazah, 1740—1741)
- Hural Kan (Kazah, 1741—1742)
- Abu Gazi Kan II. (1742—1746)

### Tukatimuridska dinastija (1746-1763)
- Gail Kan (1746—1757)
- Abdalah Kan, Gail Kanov brat (1775)
- Timur Gazi Kan (1757—1763)
- Tauke Kan (1763—1764)
- Šah Gazi Kan (1764—1767)
- Abu Il Gazi Šah III. (1767, formalno 1770—1804 in  1806)
- Hurali Kan (1767—1769)
- Džangir Kan (1769—1770)
- Bulakaj Kan (1770)

Leta 1804, de facto pa že leta 1763, oblast prevzamejo Kungrati.

### Kungraška dinastija (1763-1920)
- Mohamed Amin Beg, sin Iš Mohamed Jar Bega iz uzbeškega plemena Kungrat (1763-1790)
- Avaz, sin Mohamed Amin Bega (1790—1804)
- Elituzar, sin Avaza  (1804-1806)
- Mohamed Rahim Kan I., sin Avaza (1806—1825)
- Alakuli, sin Mohamed Rahim Kana I. (1825—1842)
- Rahimkuli, sin Alakuli Kana (1842—1845)
- Mohamed Amin Kan, sin Alakuli Kana (1845—1855)
- Abdulah Kan, sin Ibadula Bega  (1855)
- Kutlug Murat Kan, sin Ibadula Bega  (1855—1856)
- Said Mohamed Kan, sin Mohamed Rahim Kana I. (1856—1864)
- Mohamed Rahim Kan II., sin Mohamed Kana  (1864—1910), po ustanovitvi protektorata dobil naslov visočanstvo
- Asfandijar Kan, sin Mohamed Rahim Kana II. (1910—1918)
- Said Abdulah Kan (1918—1920)

## Potomci
Potomci hivsih kanov živijo v Uzbekistanu, Ukrajini, Turčiji in Nemčiji.

## Vira
- Баскаков Н.А. Титулы и звания в социальной структуре Хивинского ханства.  Советская тюркология, № 1. Баку, 1989.
- Султанов Т.И. Чингиз-хан и Чингизиды. Судьба и власть. М.: АСТ, 2006, str.  310—320. Историческая библиотека.  ISBN 5-17-035804-0.